# Susanne Ursula Crawley Larsen
Susanne Ursula Crawley Larsen (Født, 4. februar 1965) er en dansk politiker og overlæge. Siden 2013 har hun været Rådmand for Børn- og Ungeforvaltningen i Odense Kommune. Hun blev valgt til Kommunalbestyrelsen i Odense Kommune ved kommunalvalget i 2013 for Radikale Venstre

## Baggrund
Susanne Ursula Crawley Larsen blev født i 1965 i Colchester, England og blev cand.med. ved Københavns Universitet i 1992. Hun er efterfølgende blevet speciallæge i onkologi og har arbejdet som overlæge på onkologisk afdeling på Odense Universitetshospital. Denne stilling har hun haft orlov fra, siden hun trådte til som Rådmand

## Politiske karriere
Susanne Ursula Crawley Larsen blev valgt ind i Odense Radikale Venstres bestyrelse i 2005 og blev næstformand i 2006. Samme år blev hun valgt til Radikale Venstres Hovedbestyrelse og var blandt andet formand for partiets social- og sundhedsudvalg. Susanne Ursula Crawley Larsen var Odense Radikale Venstres spidskandidat til kommunalvalget i 2009. Ved Kommunalvalget i 2013 blev hun valgt ind med 1.360 personlige stemmer . Hun har efterfølgende været Rådmand for Børn- og Ungeforvaltningen i Odense Kommune
Susanne Ursula Crawley Larsen er gift med retsmediciner Jørgen Lange Thomsen og har fem børn